# Crossrail 2
Nota: Se procura por outros significados de Chelsea, consulte Chelsea (desambiguação).
Crossrail 2 é uma nova linha proposta para Londres. A sua entrada em funcionamento está prevista para 2025. Esta linha insere-se no gigantesco programa de renovação e melhoramento que a Transport for London está a levar a cabo desde 2008, por toda a rede de metropolitano londrina.